# 横須賀市立小原台小学校
横須賀市立小原台小学校（よこすかしりつ おばらだいしょうがっこう）とは、神奈川県横須賀市小原台にある市立小学校。

## 沿革
- 1977年（昭和52年）
  - 4月1日 - 横須賀市立鴨居小学校から分離、開校。
  - 4月x日 - 第1回入学式挙行。ただし、体育館が無いため、4階集会室（現:図書室）にて行った。
  - 5月21日 - 開校式挙行。この日を創立記念日とした。
  - 12月4日 - 校章制定。
- 1978年（昭和53年）3月 - 校歌制定。 第1期卒業生が校庭にタイムカプセルを埋める。この年から1991年（平成3年）にかけて、遊園地、ロックガーデン・観察池・まとあて板・ML教室・飼育小屋など周辺の施設が少しずつ完成する。
- 1986年（昭和61年） - 十周年を祝う。
- 1996年（平成8年）9月 - プールが完成し、プール開きを行う。
- 1997年（平成9年） - 二十周年を祝う。
- 2000年（平成12年）9月 - 第1期卒業生が校庭に埋めたタイムカプセルを開封。
- 2001年（平成13年）
  - 2月 - A棟1階～4階のトイレ改修。
  - 9月 - 児童の安全を守る学校内外のパトロール開始。
  - 11月 - B棟3階にパソコン室完成。
- 2003年（平成15年）10月 - 長崎ハウステンボスよりチューリップの球根1000球ともみの木が寄贈される。
- 2004年（平成16年）3月 - 新しいうさぎ小屋が完成。
- 2006年（平成18年）2月 - 校庭改修終了。
- 2007年（平成19年）5月 - 三十周年を祝う。小原太鼓をつくる。
- 2008年（平成20年）
  - 1月 - 小原太鼓完成。
  - 10月 - 耐震工事行われる。
  - 12月 - 教室用コンピューター搬入。
- 2014年（平成26年）6月 - 校庭遊具前芝生化工事。
- 2016年（平成28年）7月 - この月と翌月、プールを一般開放した。

## 通学区域
2014年度は以下の通りである。
- 二葉1丁目、2丁目（1番を除く）
- 小原台
- 鴨居1丁目10番～29番、38番～61番

## 進学先中学校
本校の通学区域がそれとなっているのは鴨居中学校である。
また、公立学校選択制により、大津中学校、馬堀中学校にも通うことができる。

## 交通
- 京浜急行バス小原台入口バス停より徒歩7分

## 著名な出身者
- 谷口博之 - （サッカー選手）
- 伊東純也 - （サッカー選手）[3]